# 独花黄精
独花黄精（学名：Polygonatum hookeri）为百合科黄精属的植物。分布在锡金以及中国大陆的云南、四川、西藏、青海、甘肃等地，生长于海拔3,200米至4,300米的地区，多生长于山坡草地、林下和冲积扇上，目前尚未由人工引种栽培。